# Okręgowe rozgrywki w piłce nożnej woj. olsztyńskiego, elbląskiego i suwalskiego (1987/1988)
Drużyny z województwa olsztyńskiego występujące w ligach centralnych i makroregionalnych:
- I liga – brak
- II liga – Olimpia Elbląg, Gwardia Szczytno
- III liga – Sokół Ostróda, Stomil Olsztyn, Wigry Suwałki, Orlęta Reszel

Rozgrywki okręgowe:
- Klasa okręgowa Olsztyn-Elbląg (IV poziom rozgrywkowy)
- Klasa okręgowa Białystok-Suwałki (IV poziom rozgrywkowy)

- OZPN Olsztyn:

- - Klasa A (V poziom rozgrywkowy)
  - Klasa B - 2 grupy (VI poziom rozgrywkowy)
  - klasa C - 4 grupy (VII poziom rozgrywkowy)
  - Klasa D (gminna) - podział na grupy (VIII poziom rozgrywkowy)

- OZPN Elbląg:

- - Klasa A (V poziom rozgrywkowy)
  - Klasa B - 2 grupy (VI poziom rozgrywkowy)
  - klasa C - 2 grupy (VII poziom rozgrywkowy)
  - klasa D - 2 grupy (VII poziom rozgrywkowy)

- OZPN Suwałki:

- - Klasa A (V poziom rozgrywkowy)
  - Klasa B (VI poziom rozgrywkowy)

## Klasa okręgowa Olsztyn-Elbląg
| Poz. | Klub                | M  | Pkt. |
| ---- | ------------------- | -- | ---- |
| 1    | Jeziorak Iława      | 26 | 44   |
| 2    | Łyna Sępopol        | 26 | 34   |
| 3    | Huragan Morąg       | 26 | 31   |
| 4    | Stomil II Olsztyn   | 26 | 29   |
| 5    | Mlexer Elbląg       | 26 | 29   |
| 6    | MKS Korsze          | 26 | 28   |
| 7    | Powiśle Dzierzgoń   | 26 | 28   |
| 8    | Warmia Olsztyn      | 26 | 27   |
| 9    | Tęcza Biskupiec     | 26 | 27   |
| 10   | Zatoka Braniewo     | 26 | 25   |
| 11   | Gwardia II Szczytno | 26 | 23   |
| 12   | Nogat Malbork       | 26 | 21   |
| 13   | Rodło Kwidzyn       | 26 | 15   |
| 14   | Zalew Frombork      | 26 | 3    |

- Jeziorak Iława awansował do III ligi

## OZPN Olsztyn

### Klasa A
| Poz. | Klub                     | Pkt. | Bramki |
| ---- | ------------------------ | ---- | ------ |
|      | MZKS Nidzica             | 22   |        |
|      | Victoria Bartoszyce      | 22   |        |
|      | Granica Kętrzyn          | 22   |        |
|      | Kormoran Ostróda         | 22   |        |
|      | Warfama Dobre Miasto (b) | 22   |        |
|      | Metalowiec Mrągowo       | 22   |        |
|      | Orkan Zalewo             | 22   |        |
|      | Błękitni Pasym           | 22   |        |
|      | Sokół Wopławki (b)       | 22   |        |
|      | Łyna Nidzica (b)         | 22   |        |
|      | Kombinat Bezledy         | 22   |        |
|      | Pisa Barczewo            | 22   |        |

### Klasa B

#### grupa I
| Poz. | Klub               | M  | Pkt. | Bramki |
| ---- | ------------------ | -- | ---- | ------ |
| 1    | Motor Lubawa       | 22 | 35   |        |
| 2    | Rytm Frąknowo      | 22 | 32   |        |
| 3    | Grom Kiersztanowo  | 22 | 26   |        |
| 4    | Płomień Turznica   | 22 | 26   |        |
| 5    | Włókniarz Miłakowo | 22 | 24   |        |
| 6    | Ihar Bartążek      | 22 | 23   |        |
| 7    | Kormoran Bynowo    | 22 | 22   |        |
| 8    | Olimpia Olsztynek  | 22 | 20   |        |
| 9    | LZS Kozłowo        | 22 | 18   |        |
| 10   | LZS Jonkowo        | 22 | 13   |        |
| 11   | LZS Małdyty        | 22 | 13   |        |
| 12   | Ceramik Unieszewo  | 22 | 1    |        |

#### grupa II
| Poz. | Klub                       | M  | Pkt. | Bramki |
| ---- | -------------------------- | -- | ---- | ------ |
| 1    | Orlęta II Reszel           | 22 | 34   |        |
| 2    | Pogranicze Gaje            | 22 | 30   |        |
| 3    | Polonia Lidzbark Warmiński | 22 | 27   |        |
| 4    | Granica II Kętrzyn         | 22 | 26   |        |
| 5    | Spółdzielca Kieźliny       | 22 | 26   |        |
| 6    | Błękitni Garbno            | 22 | 26   |        |
| 7    | Fortuna Gągławki           | 22 | 22   |        |
| 8    | Tęcza II Biskupiec         | 22 | 18   |        |
| 9    | Reduta Bisztynek           | 22 | 18   |        |
| 10   | Mazur Szczytno             | 22 | 15   |        |
| 11   | Korona Klewki              | 22 | 14   |        |
| 12   | LKJ Liski                  | 22 | 5    |        |

- Tęcza II Biskupiec i Korona Klewki wycofały się z rozgrywek

### Klasa C

#### grupa I
- awans: Szeląg Stare Jabłonki

#### grupa II
- awans: Tęcza Miłomłyn

#### grupa III
- awans: Saturn Sławka Wielka

#### grupa IV
- awans: Venus Skierki, Warmianka Bęsia (po barażach)

## OZPN Elbląg

### Klasa A
| Poz. | Klub                           | Pkt. | Bramki |
| ---- | ------------------------------ | ---- | ------ |
| ?    | Unia Susz (s)                  |      |        |
| ?    | Pogoń Prabuty (b)              |      |        |
| ?    | Orzeł Ulnowo                   |      |        |
| ?    | Powiśle Czernin (s)            |      |        |
| ?    | Żuławy Nowy Dwór Gdański       |      |        |
| ?    | Olimpia II Elbląg              |      |        |
| ?    | Pogoń Gardeja                  |      |        |
| ?    | Pomowiec Gronowo Elbląskie (s) |      |        |
| ?    | Barkas Tolkmicko (s)           |      |        |
| ?    | Relax Ryjewo                   |      |        |
| ?    | Olimpia Kisielice              |      |        |
| ?    | Przebój Stogi (b)              |      |        |

## Klasa B
- grupa I - awans: Błękitni Orneta
- grupa II - awans: Jurand Lasowice